# Departamento judicial de Bahía Blanca

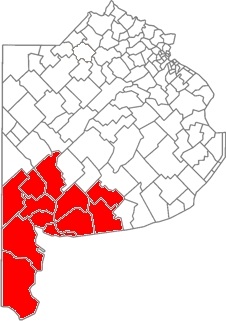
Departamento judicial de Bahía Blanca.

El Departamento judicial de Bahía Blanca es uno de los 18 departamentos judiciales en los que está dividida la Provincia de Buenos Aires, Argentina.
Abarca el territorio de los partidos de Adolfo Gonzales Chaves, Bahía Blanca, Coronel Dorrego, Coronel Pringles, Coronel Rosales, Coronel Suárez, Monte Hermoso, Patagones, Puan, Saavedra, Tornquist, Tres Arroyos y Villarino, en un área de 640,101 habitantes (Indec, 2010).
En él intervienen los Fuero Penal, Fuero de Familia, Fuero Civil, Fuero de Menores y Fuero Laboral.
Los tribunales se encuentran en la Calle Estomba 34 de la ciudad de Bahía Blanca.

Cuenta con las siguientes oficinas:
- Cámara de apelación en lo civil y comercial
- Cámara de apelación y garantías en lo penal
- Fiscalía General
- Defensoría General
- Juzgado Civil y Comercial N° 1
- Juzgado Civil y Comercial N° 2
- Juzgado Civil y Comercial N° 3
- Juzgado Civil y Comercial N° 4
- Juzgado Civil y Comercial N° 5
- Juzgado Civil y Comercial N° 6
- Juzgado Civil y Comercial N° 7
- Juzgado Civil y Comercial N° 8
- Juzgado de Familia N.º 1
- Juzgado de Familia N.º 2
- Juzgada de Familia N.º 3
- Tribunal en lo criminal N° 1
- Tribunal en lo criminal N° 2
- Tribunal en lo criminal N° 3
- Juzgado de garantías N° 1
- Juzgado de garantías N° 2
- Juzgado de garantías N° 3
- Juzgado de ejecución
- Juzgado en lo correccional N° 1
- Juzgado en lo correccional N° 2
- Juzgado en lo correccional N° 3
- Juzgado en lo correccional N° 4
- Juzgado de transición N° 1
- Juzgado de transición N° 2
- Tribunal de menores N° 1
- Tribunal de menores N° 2
- Archivo departamental
- Registro público de comercio
- Biblioteca departamental
- Receptoría general de expedientes
- Asesoría pericial departamental
- Oficina de mandamientos y notificaciones
- Delegación de informática
- Delegación de mantenimiento
- Delegación de administración
- Delegación de la Dirección General de Sanidad
- Intendencia departamental
- Oficina Judicial Unidad Carcelaria N.º 4

En la ciudad de Tres Arroyos se encuentran las siguientes oficinas:
- Juzgado Civil y Comercial N.º 1
- Juzgado Civil y Comercial N.º 2
- Tribunal en lo criminal
- Juzgado de Garantías
- Juzgado en lo Correccional
- Juzgado en lo Criminal y Correccional de Transición
- Tribunal de Menores N.º 3
- Biblioteca
- Oficina de Mandamientos
- Delegación de Mantenimiento

Además:
- Juzgado de Paz de Adolfo Gonzales Chaves
- Juzgado de Paz de Carmen de Patagones
- Juzgado de Paz de Coronel Dorrego
- Juzgado de Paz de Coronel Pringles
- Juzgado de Paz de Coronel Rosales
- Juzgado de Paz de Coronel Suárez
- Juzgado de Paz de Puan
- Juzgado de Paz de Saavedra
- Juzgado de Paz de Tornquist
- Juzgado de Paz de Villarino